# John Brown’s Body
John Brown’s Body («Тело Джона Брауна», другое название John Brown’s Song — «песня Джона Брауна») — американская песня неизвестного автора времён Гражданской войны в Америке. Песня была посвящена казнённому аболиционисту Джону Брауну. «John Brown’s Body» была очень популярна среди граждан и солдат «северян». Легла в основу Боевого гимна Республики (англ. The Battle Hymn of the Republic). Существует несколько устоявшихся вариантов текста песни и музыкальных вариаций песни. «John Brown’s Body» стала частью американского фольклора. Появление песни датируется серединой 50-х годов XIX века.

## Музыкальный мотив

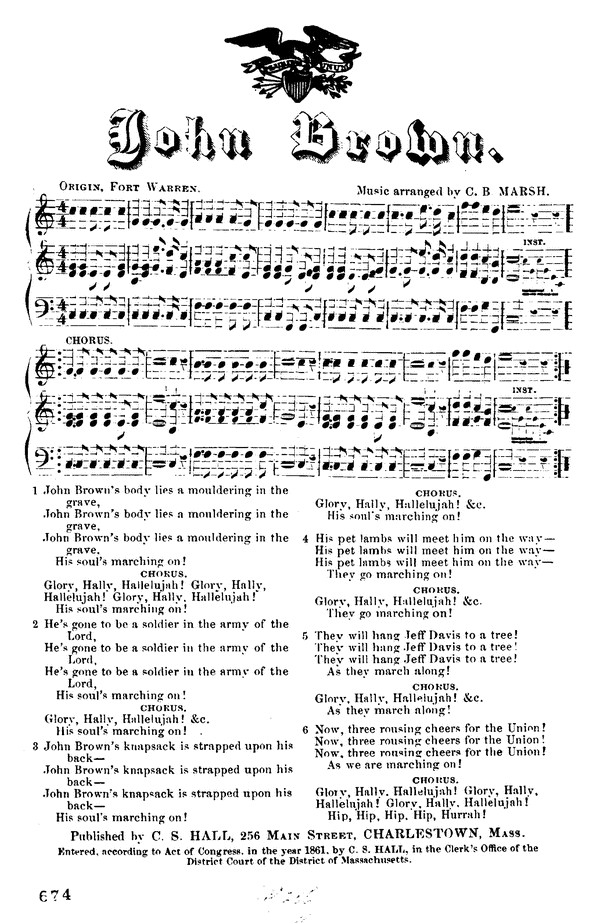
Согласно George Kimball, второе издание John Brown Song, которое одновременно являлось первым включающим в себя как музыку (в аранжировке C.S. Marsh), так и текст песни, 1861 год

«Say, Brothers, Will You Meet Us» — это та мелодия, что, в конечном итоге, стала ассоциироваться с песней John Brown’s Body и «Боевым гимном Республики». Музыкальный «прототип» «Джона Брауна» зародился на camp meeting в начале 50-х годов XIX-го века. В той атмосфере всё было посвящено исполнению и изучению псалмов и заучиванию религиозных текстов. Однако вполне приветствовались отступления от правил и импровизации. Там произошло изменение и слияние мелодии и текста таким образом, что «John Brown’s Body» стала подлинно народной песней.
Некоторые участники подобных религиозных песнопений зачастую использовали особо понравившиеся или экспрессивные фразы из псалмов и молитв и накладывали их на короткие, простые мелодии. Мелодии могли быть как уже известными, так и написанными прямо на месте. Краткие строфы подгонялись, если требовалось, под мелодию и быстро подхватывались исполнителями, легко откладываясь в памяти.
Первое нотное издание мелодии состоялось в 1858 в книге под названием The Union Harp and Revival Chorister, под аранжировкой Charles Dunbar, и опубликованной в Цинциннати. Книга содержала слова и музыку песни «My Brother Will You Meet Me», а также музыку, но без слов хоруса «Glory Hallelujah» однако уже с общей с заглавной фразой «Скажи мне брат, встретишь ли ты меня» «англ. Say my brother will you meet me». В декабре 1858 года Воскресная школа Бруклина опубликовала псалом под названием «Братья, встретите ли вы нас» «англ. Brothers, Will You Meet Us» со словами и музыкой хоруса «Glory Hallelujah», и заглавной строчкой «Ответьте, братья, встретите ли вы нас» «Say, brothers will you meet us». Своё название песня получила по своим первым строкам.

## Авторство мелодии
Поскольку в тот период появилось несколько песен с близким мотивом, и передавались они, как и любые другие народные песни, в прямом смысле слова «на слух», то отследить изначального автора песни «John Brown’s Body» оказалось практически невозможно. Например в авторах мелодии числятся Thomas Brigham Bishop, Frank E. Jerome.
Некоторые исследователи видят источники мелодии в песне «Negro folk song». Одним из первоисточников песни «John Brown’s Body» некоторые исследователи считают популярную среди рабов Юга США песню «Say Brothers, Will You Meet Us». Эта песня содержала антирабовладельческий подтекст, главным образом в припеве «Canaan’s happy shore», в котором можно было усмотреть аллюзию на то, чтобы «переплыть реку и направиться в счастливое место». Если это так, то тем самым объяснялось бы, почему героем песни «John Brown’s Body» стал знаменитый борец за права негров и отмену рабства.

## Текст
(Первый куплет)
Say, brothers, will you meet us (3x)
On Canaan’s happy shore.
(Припев)
Glory, glory, hallelujah (3x)
For ever, evermore!
(Второй куплет)
By the grace of God we’ll meet you (3x)
Where parting is no more.
(Третий куплет)
Jesus lives and reigns forever (3x)
On Canaan’s happy shore.

### John Brown’s Body (вариант 1861 года)
John Brown’s body lies a-mouldering in the grave; (3X)
His soul’s marching on!
(Chorus)
Glory, glory, hallelujah! Glory, glory, hallelujah!
Glory, glory, hallelujah! his soul’s marching on!
He’s gone to be a soldier in the army of the Lord! (3X)
His soul’s marching on!
(Chorus)
John Brown’s knapsack is strapped upon his back! (3X)
His soul’s marching on!
(Chorus)
His pet lambs will meet him on the way; (3X)
They go marching on!
(Chorus)
They will hang Jeff Davis to a sour apple tree! (3X)
As they march along!
(Chorus)
Варианты перевода на русский язык первого куплета:
Тело Джона Брауна — во мраке гробовом,
А душа идет в поход.
Тело Джона Брауна лежит в земле сырой,
Но дух его зовет нас в бой!
Вариант Вильяма Паттона :
Old John Brown’s body lies moldering in the grave,
While weep the sons of bondage whom he ventured all to save;
But tho he lost his life while struggling for the slave,
His soul is marching on.
Вариант перевода 1-го куплета на русский язык:
Тело Джона Брауна лежит в земле сырой,
В то время, плач людей, кого освободить готов,
Но пал в неравной схватке, бившись против их оков,
Его дух зовёт нас в бой!
(Припев)
John Brown was a hero, undaunted, true and brave,
And Kansas knows his valor when he fought her rights to save;
Now, tho the grass grows green above his grave,
His soul is marching on.
(Припев)
Вариант перевода 2-го куплета на русский язык:
«Джон Браун был героем, бесстрашным смельчаком
И сам Канзас прослышал, что он бился за рабов,
Теперь хотя трава растёт, там где он погребён
Но дух его живёт.»
(Припев)
He captured Harper’s Ferry, with his nineteen men so few,
And frightened «Old Virginny» till she trembled thru and thru;
They hung him for a traitor, they themselves the traitor crew,
But his soul is marching on.
(Припев)
Вариант перевода на русский язык 3-го куплета:
«(Захватил он у вирджинцев „Харперс Фэри“, (где у Юга) арсенал,)
Чем Южан-рабовладельцев насмерть всех перепугал,
Повешен как „предатель“ теми, кто страну предал,
Но дух его идёт!»
(Припев)
John Brown was John the Baptist of the Christ we are to see,
Christ who of the bondmen shall the Liberator be,
And soon thruout the Sunny South the slaves shall all be free,
For his soul is marching on.
(Припев)
The conflict that he heralded he looks from heaven to view,
On the army of the Union with its flag red, white and blue.
And heaven shall ring with anthems o’er the deed they mean to do,
For his soul is marching on.
(Припев)
Ye soldiers of Freedom, then strike, while strike ye may,
The death blow of oppression in a better time and way,
For the dawn of old John Brown has brightened into day,
And his soul is marching on.
(Припев)